# Provincia de Sancti Spíritus
Provincia de Sancti Spíritus är en provins i Kuba. Den ligger i den centrala delen av landet, 300 km öster om huvudstaden Havanna. Antalet invånare är 465 468. Arean är 6 780 kvadratkilometer. Provincia de Sancti Spíritus gränsar till Provincia de Ciego de Ávila, Provincia de Cienfuegos och Provincia de Villa Clara. 
Terrängen i Provincia de Sancti Spíritus är kuperad norrut, men söderut är den platt.
Provincia de Sancti Spíritus delas in i:

1. Municipio de Cabaiguán
2. Municipio de Fomento
3. Municipio de Jatibonico
4. Municipio de La Sierpe
5. Municipio de Sancti Spíritus
6. Municipio de Taguasco
7. Municipio de Trinidad
8. Municipio de Yaguajay

Följande samhällen finns i Provincia de Sancti Spíritus:

- Sancti Spíritus
- Trinidad
- Cabaiguán
- Yaguajay
- Condado
- Taguasco
- Fomento
- Jatibonico
- La Sierpe
- Guayos
- Zaza del Medio
- Guasimal